# Naveta (aeronàutica)

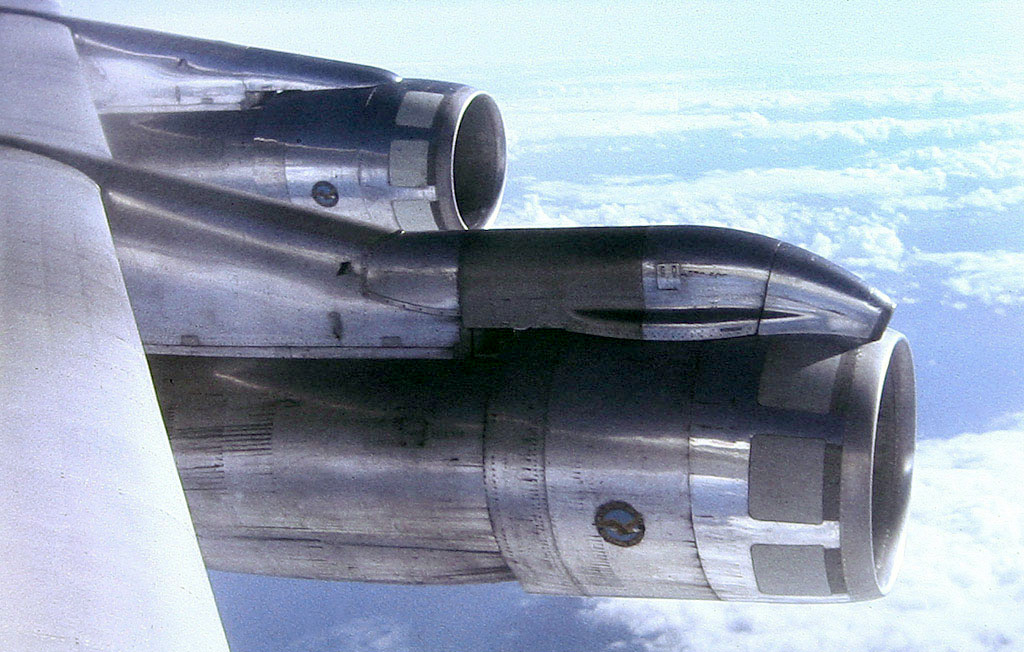
Motors d'un Boeing 707 dins de navetes

Una naveta és el conjunt del suport i els capós d'un motor en un avió multimotor. En els avions de mitjà i llarg abast, sol incorporar l'inversor d'impuls que ajuda a frenar l'avió durant l'aterratge. Pot estar ancorada a l'ala o al fuselatge.

## Descripció
Com que connecta el fuselatge al motor, tota fallida d'aquest element o del seu suport pot tenir conseqüències nefastes. És un element extremament crític per a la seguretat perquè suporta la majoria dels esforços de propulsió. Diversos accidents aeris han estat provocats pel trencament d'una naveta.